# Oloy
Oloy (tiếng Nga: Олой) là một sông tại tỉnh Magadan của Nga và là một chi lưu hữu ngạn của sông Omolon (một phần của lưu vực sông Kolyma). Sông có chiều dài 471 kilômét (293 mi). Diện tích lưu vực sông là 23.100 km². Sông chảy theo hướng tây bắc qua các vùng dân cư thưa thớt. Sông hợp lưu vào Kolyma tại Kryukovo.